# La oración en el huerto (Juan Correa de Vivar)
La oración en el huerto es una pintura de Juan Correa de Vivar realizada entre 1533 y 1535 que se encuentra en el Museo del Prado de Madrid.

## Historia
La oración en el huerto es un óleo sobre tabla con unas dimensiones de 219 x 78 centímetros. La tabla pertenecía al retablo de la Natividad del del monasterio jerónimo de Guisando (Ávila) y fue citada por primera vez por Ponz en 1773. El retablo se encastraba en un muro de claustro con forma de caja, estando representado en las puertas con La Visitación, San Jerónimo penitente, La Presentación de Jesús en el Templo y en su exterior una Oración en el Huerto. Esta obra fue cortada y arrancada de la puerta. Además, la obra se completaba con los profetas David, Isaías, Jeremías y Habacuc a los lados del retablo, y con probabilidad una imagen de un Padre Eterno remataría el conjunto.
Con la desamortización española, las distintas tablas del retablo fueron desmontadas y dispersadas, lo que dio lugar a que se perdiera la memoria de su pintor. Se llegó a atribuir la procedencia al monasterio de Santa María de Valdeiglesias en Pelayos de la Presa, Madrid, ya que Correa trabajó allí de 1545 a 1550. La investigadora Isabel Mateo, a partir de la descripción de Ponz, sostiene que la obra fue ejecutada de 1533 a 1535, por la cercanía estilística con la pintura de Juan de Borgoña.